# Ben Simmons
Benjamin David Simmons, född 20 juli 1996, är en australisk basketspelare som spelar för Los Angeles Clippers i National Basketball Association (NBA). Han har tidigare spelat för Philadelphia 76ers och Brooklyn Nets.
Den 23 juni 2016 blev Simmons vald först i NBA:s draft av Philadelphia 76ers. Han missade dock hela säsongen 2016/2017 på grund av en skada i sin högerfot. Säsongen 2017/2018 gick desto bättre för Simmons som vid säsongens slut blev utsedd till NBA Rookie of the Year.